# Leonardo Conti (Mediziner)

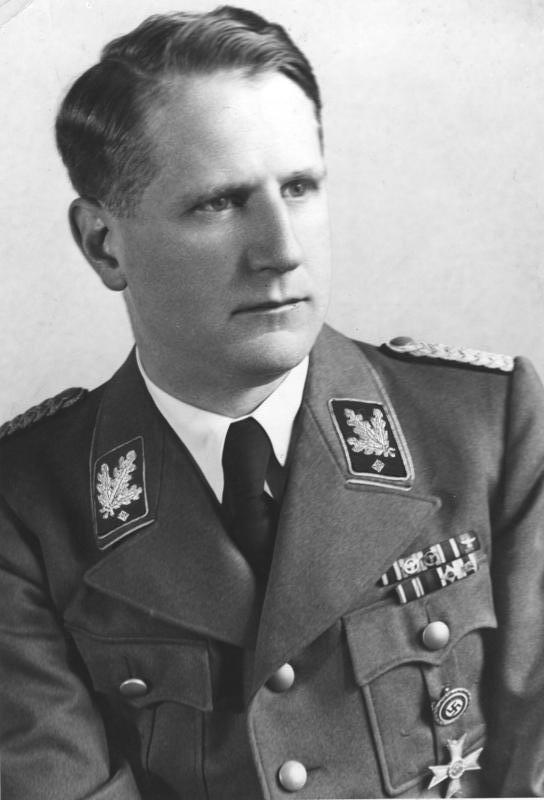
Leonardo Conti (1944/45)

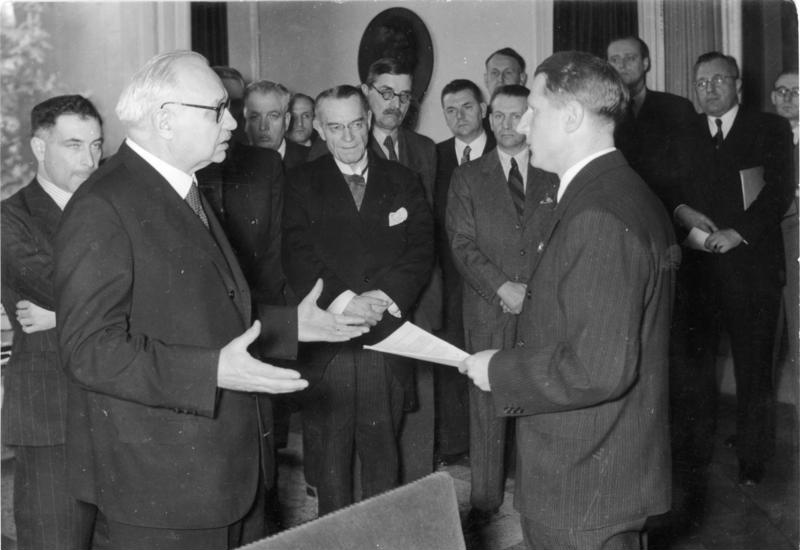
Leonardo Conti empfängt am 4. Mai 1943 den Abschlussbericht zur Öffnung der Massengräber in Katyn

Leonardo Ambrogio Giorgio Giovanni Conti (* 24. August 1900 in Lugano; † 6. Oktober 1945 in Nürnberg) war ein schweizerisch-deutscher Mediziner. Während der Zeit des Nationalsozialismus war er als Reichsgesundheitsführer gleichzeitig Chef der Reichsärztekammer, Leiter des Nationalsozialistischen Deutschen Ärztebundes (NSDÄB) und als Hauptdienstleiter der NSDAP Leiter des Hauptamtes für Volksgesundheit. Von 1937 bis 1939 war er Präsident des Weltverbandes für Sportmedizin (Fédération Internationale de Médecine du Sport, FIMS). In der Schutzstaffel (SS) wurde er am 20. April 1944 zum SS-Obergruppenführer befördert. Er entzog sich einer juristischen Untersuchung im Rahmen der späteren Nürnberger Ärzteprozesse durch Suizid.

## Familie
Leonardo Contis Vater Silvio, ein Postbeamter, war Schweizer. Die Eltern ließen sich 1903 scheiden. Seine deutsche Mutter, Nanna Conti (geborene Pauli), wurde in der Zeit des Nationalsozialismus Leiterin der Reichsfachschaft Deutscher Hebammen (später: Reichshebammenschaft).
Am 22. August 1925 heiratete er Elfriede Freiin von Meerscheidt-Hüllessem (* 27. Juli 1902 in Berlin; † 2002), die Mitglied der NSDAP (Mitgliedsnr. 90.829) und Trägerin des Goldenen Parteiabzeichens war. Sie hatten einen Sohn (* 1926) und drei Töchter (geboren 1928, 1932 und 1935), von denen die jüngste im Kindesalter starb. Contis Tochter Irmgard Powell (1932–2017) verarbeitete ihre Kindheitserinnerungen in dem 2008 erschienenen Buch Don’t Let Them See You Cry – Overcoming a Nazi Childhood.

## Weimarer Republik

### Schule und Medizinstudium
1915 erhielt Conti die preußische Staatsbürgerschaft. Drei Jahre später legte er am Friedrich-Wilhelms-Gymnasium in Berlin ein Notabitur ab. Danach trat er als kriegsfreiwilliger Kanonier in ein Küstriner Artillerie-Regiment ein. Leonardo Conti studierte von 1919 bis 1923 in Berlin und Erlangen Medizin. Während dieser Zeit war er zusammen mit seinem Bruder Silvio Conti in der völkischen Studentenbewegung aktiv. Noch während seiner Studienzeit versuchte er, alle nichtkorporierten Studenten in der Deutschen Finkenschaft zusammenzufassen, deren Mitgründer er war. 1923 legte er sein Staatsexamen ab. Die Approbation erhielt Conti 1925; im selben Jahr wurde er Über Weichteilplastik im Gesicht promoviert.

### Völkische Bewegung
1918 begründete Conti den antisemitischen Kampfbund Deutscher Volksbund mit. Er wurde Mitglied der nationalistischen Terrororganisation Organisation Consul. Zunächst Mitglied in der Berliner Ortsgruppe des Deutschen Volksbundes, kam er über diesen dann zum Deutschvölkischen Schutz- und Trutzbund. 1921 bis 1923 war er zudem Mitglied im Wikingbund.

### Eintritt in die NSDAP
Im Jahr 1919 trat er der DNVP bei und nahm 1920 am Kapp-Putsch teil. Seit 1923 war er Mitglied der Sturmabteilung der NSDAP (SA) und wurde deren erster Arzt. Zwischen 1924 und 1926 war er zudem Mitglied der Deutsch-Völkischen Freiheitspartei (DVFP). Im selben Zeitraum war er gleichzeitig Ortsgruppenführer der Nationalsozialistischen Freiheitsbewegung sowie der Deutschvölkischen Freiheitspartei in Berlin und übte Tätigkeiten im Ausschuss für Volksaufklärung und im Alldeutschen Verband aus.
Nach einem Medizinalpraktikum und einer Volontärassistentenstelle arbeitete er zwischen Oktober 1925 und dem 13. Februar 1933 zunächst als praktischer Arzt, zum Schluss dann als Allgemein- und Kinderarzt in Berlin. 1925 hatte er eine Niederlassung in München. 1927 siedelte er von München nach Berlin über. Zum 20. Dezember desselben Jahres trat er der NSDAP bei (Mitgliedsnummer 72.225; Träger des Goldenen Ehrenzeichens). Ab 1928 beteiligte er sich am Organisationsaufbau des Sanitätswesens der SA. Zusammen mit Martin Bormann und Gerhard Wagner organisierte er den Aufbau der Hilfsorganisation für Verwundete (später Hilfskasse genannt). 1929 wurde er Mitbegründer des Nationalsozialistischen Deutschen Ärztebundes (NSDÄB), dessen Vorstand er ab 1931 angehörte, und Gründer des NSD-Ärztebundes im Gau Berlin.
Als Oberarzt Ost der Berliner SA protokollierte Conti vom 14. Januar bis zum Tod am 23. Februar 1930 die medizinische Behandlung des von KPD-Angehörigen überfallenen SA-Führers Horst Wessel. Noch im selben Jahr wechselte Conti von der SA zur SS (SS-Nummer 3.982), wurde Leiter des Sanitätsdienstes des Reichsparteitages in Nürnberg. Im Jahr 1931 trat er der Berliner Ärztekammer bei. Im Mai 1932 wurde er als Abgeordneter in den Preußischen Landtag gewählt, wo er bis zu dessen Auflösung im Herbst 1933 tätig war. Am 13. Februar 1933 wurde Conti in das Preußische Innenministerium als Kommissar zur besonderen Verwendung durch Hermann Göring berufen. Am 9. April 1933 wurde Conti aus der SS ausgeschlossen. Die Wieder-Einsetzung erfolgte rund einen Monat später am 12. Mai.

## Nationalsozialismus

### Ministerium des Innern und Ärzteführer
Nach der Machtergreifung arbeitete Conti ehrenamtlich für das Reichsministerium des Innern. Im Februar 1934 wurde Conti Gauamtsleiter Berlin des Hauptamtes für Volksgesundheit der NSDAP. Am 12. April 1934 wurde er von Hermann Göring zum Preußischen Staatsrat ernannt. Noch im selben Jahr wurde er Abteilungsleiter für Volksgesundheit bei der NSDAP-Reichsleitung.
1935 wurde Conti SS-Oberführer zur „besonderen Verwendung“ im Stab des „Reichsführers SS“, ein Jahr später Stadtmedizinalrat in Berlin (seit dem 1. November). 1936 war er Leiter des ärztlichen Gesundheitsdienstes der Spiele der XI. Olympiade. Außerdem wurde Conti 1936 Lehrbeauftragter für Öffentliches Gesundheitswesen an der Berliner Universität. Am 30. Januar 1938 wurde er SS-Brigadeführer. 1939 wurde Conti in der Nachfolge von Gerhard Wagner zum Reichsgesundheitsführer, dann zum Reichsärzteführer und im September zum Staatssekretär als Nachfolger von Arthur Gütt im Reichsinnenministerium ernannt. In dieser Funktion initiierte er unter anderem die Gründung des Reichsvollkornbrotausschusses. Ab 1939 war er zudem Leiter des „Hauptamtes für Volksgesundheit“ und Leiter des NSD-Ärztebundes. Im August 1941 wurde er Mitglied des Reichstages.

### Beteiligung an NS-Krankenmorden
Conti gehörte zu dem Personenkreis, dem im Januar 1940 im Alten Zuchthaus Brandenburg die Tötung von Menschen in einer Gaskammer und zu Vergleichszwecken die Tötung mit Injektionen vorgeführt wurde. Conti soll dabei selbst Injektionen vorgenommen haben. Diese sogenannte „Brandenburger Probevergasung“ war Teil der Vorbereitungen zur Aktion T4 im Rahmen der NS-Krankenmorde. Zudem war Conti an Fleckfieberversuchen im KZ Buchenwald beteiligt.
In der SS wurde Conti am 20. April 1944 zum SS-Obergruppenführer (General) befördert. Im August 1944 trat er als Reichsgesundheitsführer zurück. Am 17. Januar 1945 wurde er zum Honorarprofessor in München ernannt. Eine weitere Ernennung zum Honorarprofessor an der Staatsakademie für den öffentlichen Gesundheitsdienst in Berlin folgte am 3. März 1945.

## Verhaftung und Tod
Am 19. Mai 1945 wurde Leonardo Conti von den Alliierten in Flensburg verhaftet. Nach der deutschen Kapitulation sollte er sich wegen seiner Verwicklung in das „Euthanasie“-Programm vor Gericht verantworten, erhängte sich aber vor Beginn des Nürnberger Ärzteprozesses am 6. Oktober 1945 in seiner Zelle in der Justizvollzugsanstalt Nürnberg.
Conti hinterließ einen Abschiedsbrief, in dem er erklärte, dass er aus dem Leben scheide, da er während eines Verhörs unter Eid gelogen habe. Dabei habe er seine Mitwisserschaft an medizinischen Experimenten zu vertuschen versucht.

## Film
- Michele Andreoli: Dr. Leonardo Conti, medico e nazista („Dr. Leonardo Conti, Arzt und Nationalsozialist“), 2009; Dokumentarfilm[19]